# Preqüela de Harry Potter
La preqüela d'Harry Potter és una breu història de 800 paraules escrita per J. K. Rowling. Va ser publicada a Internet l'11 de juny de 2008. La història narra una aventura protagonitzada per Sirius Black i James Potter, padrí i pare, respectivament, del personatge epònim.
Rowling va descartar escriure una preqüela completa de la sèrie Harry Potter, a més, va escriure al final de la narració: «From the prequel I am not working on — but that was fun! » —en català: Sobre la preqüela en la qual no estic treballant; però ha estat divertit!.

## Història

### Antecedents
El 28 de maig de 2008, Rowling va anunciar que estava escrivint una preqüela per a l'associació d'autors English PEN i per Dyslexia Society. La història, escrita a mà en un A5 i signada per J. K. Rowling, va ser subhastada juntament amb altres dotze targetes similars, signades per altres autors l'11 de juny de 2008, els beneficis del qual van ser destinats a obres benèfiques. La targeta va ser venuda per £25.000 en la subhasta denominada What's Your Story? —en català: Quina és la teva història?— a la llibreria Waterstone's del carrer londinenc Piccadilly.
El conjunt de les tretze targetes va recaptar un total de £47.150 aproximadament. El comprador de la preqüela va ser Hira Digpal, president de la companyia de serveis financers tokiota Red-33. Digpal va declarar que estava preparat per fer una licitació màxima de £50.000, el doble del que finalment va pagar. També va assegurar que va enviar un fax a l'editor de Rowling per demanar la col·laboració de l'autora per usar la història d'una manera que ajudi a recaptar més fons per a la caritat.

### Robatori
A l'abril del 2017, el manuscrit de la preqüela va ser robat durant un robatori a Birmingham. Rowling va escriure a Twitter sobre l'incident, demanant als aficionats que no compressin el treball si l'oferien, i la policia de West Midlands apel·lava a la gent per obtenir informació.
La víctima de l'assalt va dir a la BBC que el treball era "inestimable" i que tenia el potencial de recaptar fons per bones causes, si es volia vendre de nou legítimament.
"No crec que qui ho hagi agafat, o que ho hagi robat, o que ho puguin comprar comprenguin realment els beneficis que hi ha per a les persones, què pot fer", va dir. "Si està destruït o si es perd, és una gran pèrdua".

## Argument
Dos policies muggle, l'oficial Anderson i el Sergent Fisher, estan perseguint a una motocicleta que va excedir el límit de velocitat ingressant a un atzucac. S'enfronten als dos joves que estan muntant en la moto i els pregunten els seus noms. Després d'algunes bromes, els joves es presenten com Sirius Black i James Potter. Mentre els policies intenten arrestar-los per conduir a altes velocitats i sense casc, apareixen tres homes volant en escombres, descendint cap a ells. James i Sirius usen les seves varetes màgiques per aixecar el cotxe patrulla i formar una barrera, contra la qual xoquen els tres bruixots. Després d'això, James i Sirius es marxen deixant als espantats policies en el carreró.

## Context
J. K. Rowling va declarar que la preqüela se situa «al voltant de tres anys» abans del naixement d'Harry Potter —el 31 de juliol de 1980— D'acord amb el que s'escriu en Harry Potter i les Relíquies de la Mort, el pare d'Harry, James Potter, va néixer el 27 de març de 1960, per la qual cosa d'acord amb la cronologia de la sèrie, va ingressar en el col·legi Hogwarts l'any 1971, igual que Sirius Black, ja que era el seu company de classe. Per tant, el 1977, tots dos estaven en el setè i últim curs de Hogwarts, encara que Rowling va deixar clar que aquesta data és només una aproximació, per la qual cosa és possible que els dos amics ja hagin acabat les seves classes.
D'altra banda, segons Harry Potter i l'Ordre del Fènix, els mags es tornen majors d'edat als 17 anys, per la qual cosa, després de març de 1977, James estava habilitat per usar màgia fora de Hogwarts sense violar el decret que restringeix la fetilleria en menors. A més, fer màgia en la presència d'un muggle —una persona no màgica— violaria l'Estatut Internacional del Secret, però hi ha una excepció per a casos de defensa pròpia. Finalment, també se sap gràcies a aquest llibre, que Sirius Black va fugir de la seva casa a l'edat de 16 i es va allotjar a casa dels Potter, per tant, per a la data en què ocorre la preqüela tots dos estarien vivint a la mateixa casa. Aquesta també era l'època de la primera guerra contra Voldemort.

## Text traduït
No hi ha una traducció oficial al català. Aquesta és una traducció del text que es pot trobar a Internet.
| «              | La motocicleta amb excés de velocitat va prendre tan ràpid l'estreta cantonada en la foscor, que tots dos policies en l'automòbil de persecució van cridar "Guau!". El Sergent Fisher va aixafar el seu enorme peu contra el fre, pensant que el noi que anava darrere hi havia quedat segurament sota les seves rodes. No obstant això, la motocicleta havia donat la volta sense llançar a cap dels seus passatgers, i amb un gest de complicitat de llum vermella de la seva part posterior, va desaparèixer per l'estret carreró. - Ja els tenim! - va cridar emocionat l'oficial Anderson. - Aquest és un carreró sense sortida! – Recolzant-se amb força al volant mentre baixava la marxa, Fisher va esgarrapar la meitat de la pintura del costat del vehicle al forçar-lo a entrar al carreró durant la persecució. Aquí els fars van situar a la seva presa, finalitzada després d'un quart d'hora de persecució, almenys. Els dos motociclistes estaven atrapats entre una imponent paret de maons i el vehicle policial, que ara s'arrossegava cap a ells com un depredador d'ulls lluminosos, grunyint. Hi havia tan poc espai entre les portes de l'automòbil i les parets del carreró que Fisher i Anderson van tenir dificultats per sortir per si mateixos del vehicle. Danyava la seva dignitat haver de avançar a poc a poc, com els crancs, cap als malfactors. Fisher va arrossegar la seva generosa panxa pel mur, esquinçant els botons de la camisa mentre ho feia, trencant finalment el mirall retrovisor amb el seu darrere. - Baixeu de la moto! - va cridar als joves somrients, que es mantenien asseguts davant la intermitent llum blava com si la gaudiran. Ells van fer el que els havien dit. Finalment, alliberant-se del mirall retrovisor trencat, Fisher els va fulminar amb la mirada. Semblava que estaven al final de la seva adolescència. Qui havia estat conduint tenia el cabell negre i llarg; seva bellesa insolent li va recordar a Fisher al nuvi de la seva filla amb desgrat, un guitarrista i un vague. El segon noi també tenia el cabell negre, encara que curt i parat en totes direccions; feia servir ulleres i tenia un ampli somriure. Tots dos vestien amb samarretes estampades amb una enorme au daurada; l'emblema era sens dubte d'alguna banda de rock ensordidora sense sentit. - Sense cascs! - va cridar Fisher, apuntant d'una cap descobert a una altra. - Excedint el límit de velocitat a ... en una quantitat considerable! - (De fet, la velocitat registrada havia estat més gran que el que Fisher estava preparat per acceptar de qualsevol motocicleta que pogués viatjar.) - No aturar-se davant la policia! - - Ens hauria agradat aturar-nos a xerrar, - va dir el noi amb ulleres, - només estàvem intentant ... - - No et facis el llest ... Vostès dos teniu greus problemes! - va grunyir Anderson. - Noms! - - ¿Noms? - va repetir el conductor de cabell llarg, - Em ... bé, deixeu-me veure. Està Wilberforce ... Bathsheba ... Elvendork ... - - I el bo de aquest és que pots usar-lo per a un noi o una noia. - va dir el noi amb ulleres. - Oh, els nostres noms, volia dir? - va preguntar el primer, mentre Anderson balbucejava amb ràbia. - Hauria haver-ho dit! Aquest d'aquí és James Potter, i jo sóc Sirius Black. - - Les coses es posaran seriosament negres per a tu en un minut, petit descarat ... - Però ni James ni Sirius prestaven atenció. Tot d'una, s'havien posat alertes com a gossos de caça, mirant més enllà de Fisher i Anderson a la boca fosca del carreró, sobre el sostre del vehicle policial. Després, amb moviments idèntics i fluids, tots dos van portar les seves mans a les seves butxaques del darrere. Per l'espai d'un batec del cor, tots dos policies van imaginar que traurien pistoles lluents, però un segon després van veure que els motociclistes havien tret res més que ... - Varetes? - es va burlar Anderson. - Són un parell de bromistes, no? Bé, queden arrestats sota el càrrec de ... - Però Anderson mai va arribar a nomenar el càrrec. James i Sirius havien cridat alguna cosa incomprensible, i els feixos dels fars es van moure. Els policies es van donar la volta, i després van trontollar. Tres homes estaven volant ... realment volant ... sobre el carreró amb escombres ... i al mateix temps, el vehicle policial s'havia aixecat sobre les seves pròpies rodes del darrere. Els genolls de Fisher es van doblar, caient assegut a terra amb força. Anderson va ensopegar amb les cames de Fisher i va caure sobre d'ell, mentre que (FLUMP! ... BANG ... CRUNCH ...) escoltaven els homes en escombres xocar contra el vehicle aixecat i caure a terra aparentment inconscients, en tant que es dispersaven restes d'escombres trencades al seu voltant. La motocicleta va rugir de nou amb vida. Amb la boca oberta, Fisher va reunir la força per mirar de nou als dos adolescents. - Moltes gràcies! - els va dir Sirius per sobre el rugit del motor. - Els en devem una. - - Sí, un plaer conèixer-los! - va dir James. - I no ho oblidin: Elvendork! És unisex! – Hi va haver un estrepitós tremolor, i Fisher i Anderson es van abraçar l'un a l'altre de por; el seu cotxe acabava de caure de tornada a terra. Ara era el torn de la motocicleta d'aixecar-se. Davant els ulls incrèduls dels policies, es va enlairar en l'aire. James i Sirius es van allunyar en el cel nocturn; la llum de la part posterior de la motocicleta centellejava darrere d'ells com un robí que desapareixia. | » |
| — J.K. Rowling | |   |